# Marinus Steven Hoogmoed
Marinus Steven Hoogmoed est un herpétologiste néerlandais né en 1942.
Il est diplômé de l'Université de Leyde.

## Taxons nommés en son honneur
- Arthrosaura hoogmoedi Kok, 2008[1]
- Atractus hoogmoedi Prudente & Passos, 2010
- Lepidoblepharis hoogmoedi Ávila-Pires, 1995[1]
- Marinussaurus curupira Peloso, Pellegrino, Rodrigues & Ávila-Pires, 2011
- Rhinella hoogmoedi Caramaschi & Pombal, 2006

## Espèces décrites
Certaines espèces listées ci-dessous ont été décrites avec la collaboration d'autres auteurs.
- Adelophryne
- Adelophryne adiastola
- Adelophryne baturitensis
- Adelophryne gutturosa
- Adelophryne maranguapensis
- Adelophryne pachydactyla
- Amphisbaena cunhai
- Amphisbaena myersi
- Atractus natans
- Bachia guianensis
- Dendrobates azureus
- Epictia collaris
- Gymnophthalmus cryptus
- Hyla warreni
- Hypsiboas roraima
- Mesobaena rhachicephala
- Microcaecilia taylori
- Osornophryne antisana
- Osornophryne guacamayo
- Pristimantis chiastonotus
- Pristimantis gutturalis
- Pristimantis zeuctotylus
- Pseudepidalea brongersmai
- Pseudogonatodes gasconi
- Pseudogonatodes gasconi
- Pseudogonatodes manessi
- Pseudogonatodes manessi
- Scinax trilineatus
- Stefania riae
- Stefania roraimae
- Trachycephalus hadroceps
- Trachylepis rodenburgi